# (28978) Иксион
Иксион (Ixion, др.-греч. Ἰξίων) — объект пояса Койпера. Является одним из крупнейших плутино (то есть транснептуновым объектом, орбита которого сходна с орбитой Плутона). Как и Плутон, Иксион находится в орбитальном резонансе 2:3 с Нептуном (делает два оборота вокруг Солнца за то же время, которое необходимо Нептуну для трёх оборотов). Диаметр Иксиона составляет 650 км. Эксцентриситет орбиты — 0,2412. Большая полуось орбиты — 39,5391 а.е. Окраска объекта — умеренно красная, немного краснее, чем у Квавара. Альбедо более высокое (0,15) по сравнению с классическими красными объектами — Кваваром (0,10) и Варуной (0,04). Последние результаты спектроскопии указывают на то, что поверхность Иксиона состоит из смеси тёмного углерода и толина — гетерополимера, образованного при облучении клатратов воды и органических компонентов.

## Открытие
Открыт 22 мая 2001 года, в 5 ч. 21 м. 24 с. по Гринвичу, в чилийской обсерватории Серро Тололо (70W48, 30S10). Объявлено об открытии 1 июля 2001 года, в 3 ч. 44 м по Гринвичу, в электронном циркуляре Центра малых планет (Смитсоновская астрофизическая обсерватория, Кэмбридж, Массачусетс, США). Был обнаружен на архивных снимках 1982 года.
Объявлено о присвоении имени «Иксион» 28 марта 2002 г., в 21 ч. 14 м по Гринвичу, в электронном циркуляре Центра малых планет MPEC 2002-F64.
Номер по каталогу малых планет: 28978.
Предварительное обозначение: 2001 KX76.
Объект назван в честь царя Иксиона из древнегреческой мифологии.

## Физические характеристики

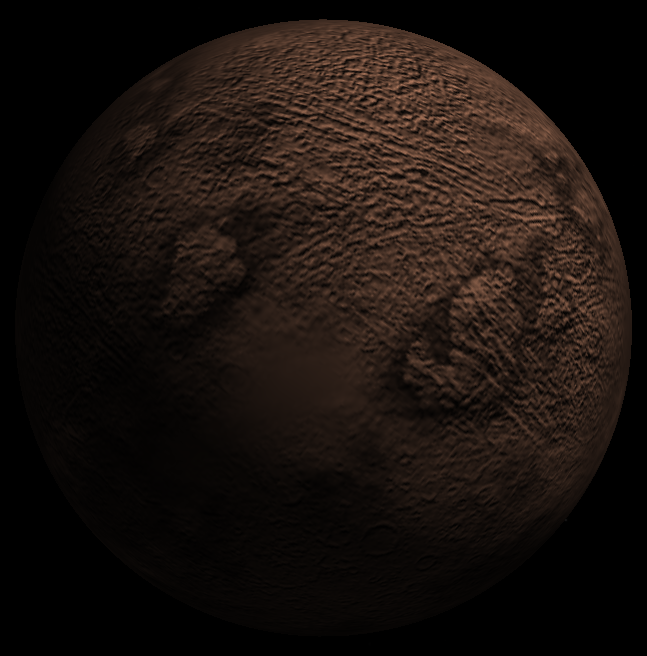
Изображение Иксиона в компьютерной программе Celestia.

На момент открытия Иксиона предполагалось, что его размеры превышают размеры Цереры. Даже год спустя, в 2002 г., размеры объекта оценивались более чем в 1000 км, правда, это было следствием неверных измерений, не подтверждённых последующими исследованиями. Последующие измерения показали, что у Иксиона высокое альбедо и его истинные размеры меньше, чем у Цереры. Изучение объекта посредством космического телескопа Спитцер в глубоком инфракрасном диапазоне снизило эту величину до 650 км.
Иксион имеет умеренно красный цвет поверхности (чуть более красный, чем у Квавара) в видимом диапазоне. Альбедо выше, чем у других кьюбивано подобных размеров. В спектре присутствуют полосы поглощения на волне 0,8 мкм, что может свидетельствовать о воздействии воды на поверхность объекта. Поверхность Иксиона, судя по данным исследований, представляет собой смесь из замёрзшей воды, тёмного углерода и толинов.
«Очень Большой Телескоп» зафиксировал у Иксиона кометную активность, но не обнаружил комы. На данный момент (28 июня 2015 года) Иксион находится на расстоянии 40,181 а.е. от Солнца, возможно, кома может развиться при прохождении перигелия.

## Орбитальные характеристики

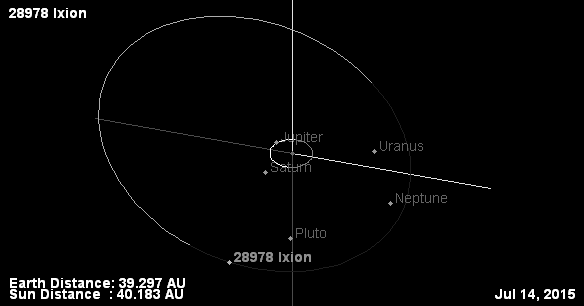
Орбита Иксиона

Расчётная орбита Иксиона

Перигелий орбиты Иксиона находится ниже плоскости эклиптики (для сравнения — у Плутона он выше). Что нехарактерно для других тел, состоящих в резонансе с Нептуном, Иксион довольно сильно сближается с Плутоном — до 20 угловых градусов. Как ожидается, своего перигелия объект достигнет в 2070 году. Период обращения вокруг Солнца — 250 лет. Яркость Иксиона претерпевает периодические изменения, связываемые с его вращением вокруг собственной оси. Период вращения был установлен в 2010 году и составил 12,4 часа.